# 羅伯森1A號鎮區 (密蘇里州格林縣)
羅伯森1A號鎮區（英語：Robberson No. 1A Township）是位於美國密蘇里州格林縣的一個行政鎮區。

## 地方資料
羅伯森1A號鎮區的面積為40.69平方千米，皆為陸地。根據2020年美國人口普查的數據，當地共有人口523人，而人口密度為每平方千米12.85人。